# Spettri (Ibsen)

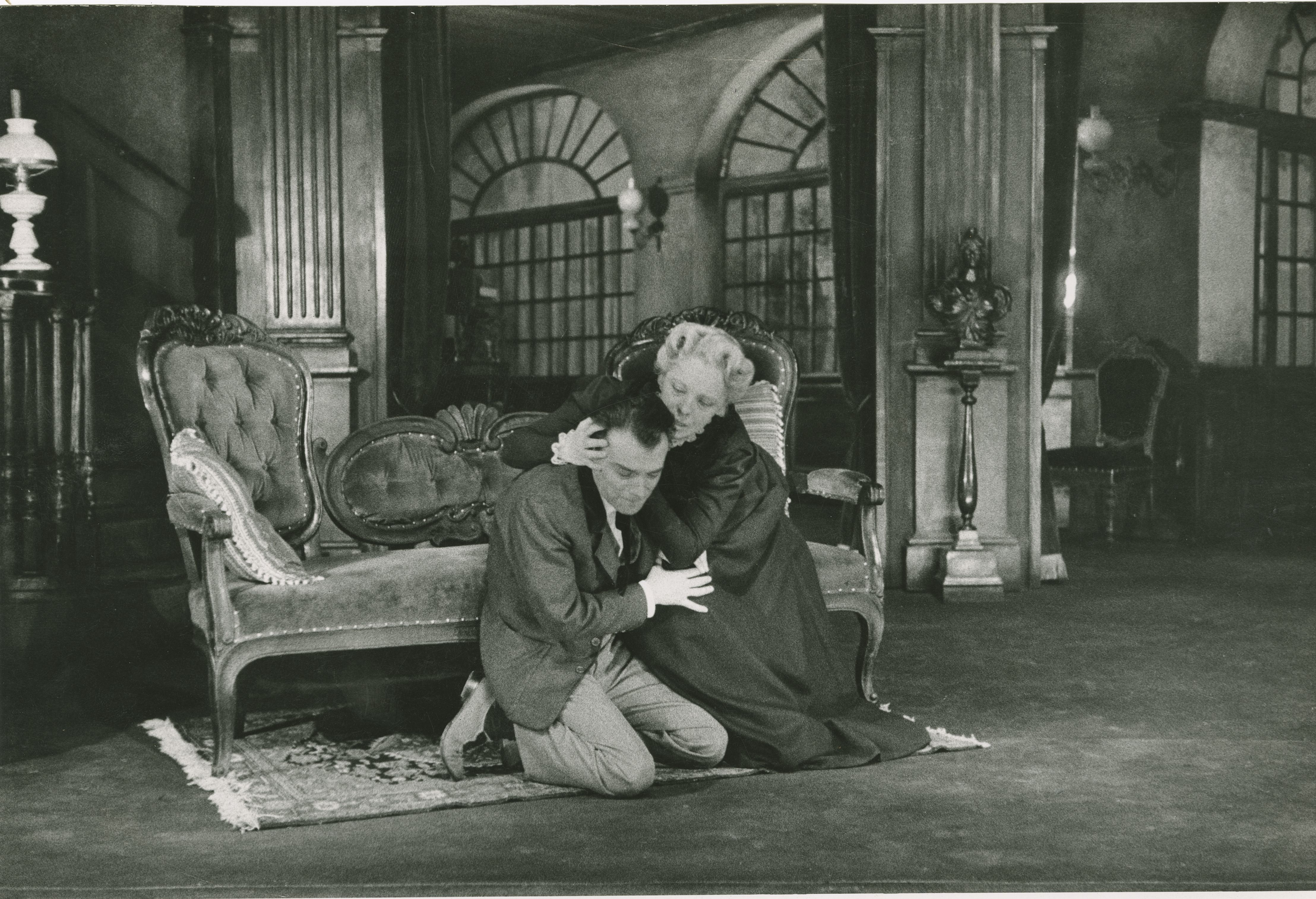
Anna Maria Proclemer e Giorgio Albertazzi durante una rappresentazione del dramma

Spettri (titolo originale Gengångare) è un dramma in tre atti del drammaturgo norvegese Henrik Ibsen, scritto nel 1881.
Rappresenta uno dei suoi drammi più significativi, ed è considerato una commedia sociale o, più propriamente, un dramma borghese. Gli 'spettri' sono le ombre del passato che colpiscono il dramma esistenziale dei protagonisti.
La stesura avvenne nel periodo del soggiorno tra Roma e Sorrento di Ibsen. La prima rappresentazione avvenne all'Aurora Turner Hall di Chicago il 20 maggio 1882 in lingua originale, seguita solo nel 1883 da una prima in Norvegia, paese nel quale fu difficile presentare l'opera, troppo critica nei confronti della borghesia.

## Trama

### Atto primo
In una piccola città della Norvegia, tutto è pronto per l'inaugurazione di un asilo intitolato al capitano Alving. La vedova, Helene, si è occupata per lungo tempo del progetto mettendo a frutto il lascito del marito, considerato da tutti come una persona irreprensibile e dai grandi valori morali. Intanto, da Parigi è tornato il figlio della coppia, Osvald, che in Francia fa il pittore. Mentre il ragazzo si riposa dal lungo viaggio sopraggiunge il pastore Manders, vecchia fiamma della signora Alving, incaricato di pronunciare l'indomani il discorso in memoria del defunto, in occasione dell'inaugurazione.
Quando Osvald scende dalla sua camera e racconta al pastore la vita che si conduce negli ambienti artistici di Parigi, l'ecclesiastico si mostra scandalizzato dalla loro dissolutezza. Partito il ragazzo, Helene, non sopportando più la cornice di ipocrisia che la circonda, decide di svelare a Manders chi fosse veramente il benemerito Alving, dedito per tutta la vita a ogni genere di vizio. Se ha sopportato e taciuto, è stato solo per amore del figlio, unica ragione della sua vita. Ora, però, rimpiange di essersi trincerata dietro a una menzogna. Di fronte allo sconcertato uomo di Chiesa, la signora Alving rivela un'altra verità. La bella Regine, che lavora da lei come domestica, è figlia del defunto marito e di una donna, Johanna, che sposò poi Engstrand, da tutti creduto il vero padre della giovane.
Il pastore loda il sacrificio della signora Alving, riuscita a salvare le apparenze, ma costei ha ormai la sola preoccupazione di non farsi più coinvolgere nella loro rete, immersa nel lacerante dubbio se sia meglio rivelare o meno la verità al figlio, e incline persino ad accettare un'unione tra Osvald e Regine, che, ignari di avere lo stesso padre, mostrano di piacersi. Dopo il lungo discorso, Manders, sconvolto, si ferma per il pranzo.

### Atto secondo
Mentre Helene e il pastore riprendono il discorso, compare Engstrand. Manders gli rinfaccia con violenza le menzogne del passato, ma quando l'uomo spiega che sposando Johanna l'aveva sottratta al pubblico discredito, lo rivaluta, accettando inoltre di sostenerlo nella creazione di una locanda per marinai.
Uscito il pastore, Osvald rivela alla madre di soffrire di una sorta di depressione che ne paralizza il lavoro e la gioia di vivere. La donna, molto preoccupata, cerca di rassicurarlo, ma quando il figlio spiega che solo Regine, di cui è innamorato, potrebbe dargli la forza di andare avanti, la madre è sul punto di confessare tutto. L'improvviso incendio dell'asilo interrompe il colloquio.

### Atto terzo
L'asilo è distrutto, e, per volere del pastore, non era nemmeno stato assicurato. Manders è preoccupato per le polemiche che rischiano di ricadere su di lui. In effetti, lo stesso Engstrand dice di averlo visto mentre gettava il moccolo di una candela tra i trucioli. Manders cerca di allontanare da lui ogni sospetto, e accetta l'aiuto del falegname, che si impegna per toglierlo dai guai, riconoscente per l'aiuto ricevuto anni prima. I due si allontanano. Helene, ormai totalmente disinteressata dalle sorti dell'asilo, rivolge tutte le proprie premure al figlio, confessando infine, davanti a Osvald e Regine, la verità.
La domestica non regge alla notizia e abbandona la casa, mentre Osvald, rammaricato, spiega alla madre che dovrà promettergli un grande favore. Era già questo il suo pensiero fisso, ma non aveva ancora trovato il momento giusto per esprimerlo. Estrae allora dalla tasca della morfina, mostrandola a Helene. Le chiede di somministrargliene una dose letale, qualora dovesse avere una crisi come quella occorsagli in Francia, che si rivelerebbe, secondo quanto gli è stato detto dagli specialisti francesi, letale. Sconvolta, Helene promette. Osvald viene colto dal suo male: di fronte alla sua sofferenza la madre è tentata di somministrargli la morfina, ma poi rinuncia mentre cala il sipario.

## Rappresentazioni
La prima italiana, nella traduzione, dal tedesco, di Polese e Rindler, è stata portata in scena il 22 febbraio 1892 al Teatro Manzoni di Milano dalla compagnia di Giovan Battista Marini, con Oreste Calabresi (Jakob Engstrand), Virginia Marini (Helene Alving), Libero Pilotto (Pastore Manders), Emilia Saporetti Sichel (Regine Engstrand), Ermete Zacconi (Osvald Alving).

## Adattamenti

### Cinema
- Spettri – film del 1915 di produzione statunitense, diretto da George Nichols e John Emerson
- Gli spettri – film del 1918 di produzione italiana, diretto da A. G. Caldiera e interpretato da Ermete Zacconi

### Televisione
La Rai ha trasmesso due versioni di Spettri:
- in data 29 ottobre 1954, nella traduzione di N. Zoja, per la regia di Mario Ferrero, con Diana Torrieri (Elena), Giorgio Albertazzi (Osvaldo), Romolo Valli (Pastore Manders), Augusto Mastrantoni (Giacobbe), Edda Albertini (Regina);[9]
- in data 15 novembre 1963, nella traduzione di Anita Rho, per la regia di Vittorio Cottafavi, con Sarah Ferrati (Helene), Umberto Orsini (Osvald), Tino Carraro (Pastore Manders), Giuseppe Pertile (Jakob), Rosella Spinelli (Regine).[10]

## Edizioni
- Spettri, traduzione di Paolo Rindler ed Enrico Polese Santarnecchi, Milano, Max Kantorowicz, 1892, 73 p.
- Gli spettri, traduzione di Anita Rho, Torino, Einaudi, Collezione di teatro n. 154, 1972, 83 p., ISBN 9788806344627